# Igor Loekanin

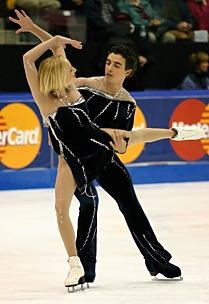
Kristin Fraser / Igor Loekanin

Igor Loekanin (Jekaterinenburg, 3 februari 1976) is een in Rusland geboren Azerbeidzjaanse kunstschaatser.
Loekanin is actief in het ijsdansen en zijn vaste sportpartner sinds 2001 is de Amerikaanse Kristin Fraser. Hun huidige trainers zijn Nikolai Morozov en Alexei Gorshkov. Voorheen reed hij onder andere met Xenia Smetanenko en Jenny Dahlen.

## Persoonlijke records
Met Kristin Fraser
| records                | punten | datum      | toernooi |
| ---------------------- | ------ | ---------- | -------- |
| Hoogste totaalscore    | 173.95 | 21-03-2008 | WK       |
| Hoogste verplichte kür | 33.02  | 22-01-2008 | EK       |
| Hoogste originele kür  | 56.35  | 20-03-2008 | WK       |
| Hoogste vrije kür      | 87.26  | 18-03-2005 | WK       |

## Belangrijke resultaten
* 1999 met Jenny Dahlen, 2001-2009 met Kristin Fraser
| Kampioenschap           | 1999  | 2000 | 2001 | 2002 | 2003 | 2004 | 2005 | 2006 | 2007 | 2008 | 2009 |
| ----------------------- | ----- | ---- | ---- | ---- | ---- | ---- | ---- | ---- | ---- | ---- | ---- |
| Olympische Spelen       |       |      |      | 17e  |      |      |      | 19e  |      |      |      |
| Wereldkampioenschap     | 30e * |      | 19e  | 15e  | 13e  | 16e  | 13e  | 14e  | 16e  | 11e  | 18e  |
| Europees Kampioenschap  |       |      | 16e  | 14e  | 10e  |      | 9e   | 9e   | 7e   | 10e  | 9e   |
| Nationaal Kampioenschap |       |      | Goud | Goud | Goud |      | Goud |      |      |      |      |